# گمینا کامیونکا ویلکا
گمینا کامیونکا ویلکا (به لهستانی:  Gmina Kamionka Wielka) یک گمینا در لهستان است که در شهرستان نوو سانچ واقع شده‌است. گمینا کامیونکا ویلکا ۶۳٫۰۱ کیلومتر مربع مساحت و ۹٬۱۵۸ نفر جمعیت دارد.